# Molí de l'oli (Ulldecona)
El molí de l'oli és un molí d'oli d'Ulldecona (Montsià) protegit com a bé cultural d'interès local.

## Descripció
Edifici de dues plantes amb coberta a dues aigües amb encavallada de fusta. El projecte preveia la construcció d'una porxada a la façana principal que no es va arribar a construir, per aquí s'hauria fet la recepció de les olives. Per la necessitat de nous espais ha sofert diverses ampliacions que han ocultat algunes parts de l'edifici, com la façana principal.
Les façanes estan arrebossades excepte les finestres, la cornisa i altres elements decoratius que són de maó vist. L'edifici té un sòcol fet de pedra d'Ulldecona.
A l'interior del molí s'hi conserva quasi la totalitat de la maquinària per a la producció de l'oli.

## Història
Edifici modernista construït per Cèsar Martinell encarregat pel Sindicat Agrícola d'Ulldecona, entitat creada l'any 1916. Era l'antic molí cooperatiu del poble, fins que va ser substituït per l'actual a mitjans del segle xx. Actualment alberga l'Oficina de Turisme Municipal.
L'edifici va ser tema del Premi d'Arquitectura Cèsar Martinell a la convocatòria de l'any 2001.